# Championnat d'Égypte de football 1965-1966
Navigation
Saison précédente Saison suivante
La saison 1965-1966 du Championnat d'Égypte de football est la 16e édition du championnat de première division égyptien. Douze clubs égyptiens prennent part au championnat organisé par la fédération. Les équipes sont regroupées au sein d'une poule unique où elles rencontrent leurs adversaires deux fois, à domicile et à l'extérieur.
C'est le club d'Al Olympi qui remporte la compétition, après avoir terminé en tête du classement final, avec quatre points d'avance sur le double tenant du titre, le Zamalek SC et cinq sur l'Ismaily SC. C'est le tout premier titre de champion d'Égypte de l'histoire du club, qui devient par la même occasion le premier représentant du pays en compétition continentale, la Coupe d'Afrique des clubs champions.

## Les clubs participants
| - Al Ahly SC - Tersana SC - Zamalek SC - Ittihad Alexandrie - Ismaily SC - Al-Qanah | - Al Olympi - Al Tayaran - Promu de D2 - Al-Masry Club - Al Sekka Al Hadid - Ittihad Suez - Promu de D2 - Ghazl El Mahallah |

## Compétition

### Classement
Le classement est établi sur le barème de points classique (victoire à 2 points, match nul à 1, défaite à 0).
| Rang | Équipe             | Pts | J  | G  | N  | P  | Bp | Bc | Diff |
| ---- | ------------------ | --- | -- | -- | -- | -- | -- | -- | ---- |
| 1    | Al Olympi          | 30  | 21 | 13 | 4  | 4  | 40 | 21 | +19  |
| 2    | Zamalek SC T       | 26  | 21 | 10 | 6  | 5  | 37 | 19 | +18  |
| 3    | Ismaily SC         | 25  | 21 | 9  | 7  | 5  | 32 | 27 | +5   |
| 4    | Tersana SC         | 23  | 21 | 9  | 5  | 7  | 37 | 26 | +11  |
| 5    | Ghazl El Mahallah  | 22  | 21 | 7  | 8  | 6  | 20 | 17 | +3   |
| 6    | Al Ahly SC C       | 21  | 21 | 7  | 7  | 7  | 27 | 25 | +2   |
| 7    | Al-Masry Club      | 20  | 21 | 8  | 4  | 9  | 23 | 28 | -5   |
| 8    | Al Sekka Al Hadid  | 19  | 21 | 5  | 9  | 7  | 25 | 29 | -4   |
| 9    | Ittihad Alexandrie | 18  | 21 | 6  | 6  | 9  | 21 | 25 | -4   |
| 10   | Al Tayaran P       | 14  | 21 | 2  | 10 | 9  | 9  | 31 | -22  |
| 11   | Ittihad Suez P     | 13  | 21 | 4  | 5  | 12 | 17 | 39 | -22  |
| 12   | Al Qanah           | 11  | 11 | 4  | 3  | 4  | 11 | 12 | -1   |

| Légende : Qualifications et relégations | Légende : Qualifications et relégations                                               |
| --------------------------------------- | ------------------------------------------------------------------------------------- |
|                                         | Qualification pour la Coupe d'Afrique des clubs champions 1967                        |
|                                         | Relégation directe en deuxième division                                               |
|                                         | T : Tenant du titre C : Vainqueur de la Coupe d'Égypte P : Promu de deuxième division |

- À la suite de l'annulation du match d'Al-Qanah face à Al Ahly SC, tous les résultats d'Al-Qanah lors de la seconde partie de saison ont été annulés.

## Bilan de la saison
| Championnat d'Égypte de football 1965-1966 |                       |
| Champion                                   | Al Olympi (1er titre) |
| Coupes et trophées                         |                       |
| Vainqueur de la Coupe d'Égypte 1965-1966   | Al Ahly SC            |
| Qualifications continentales               |                       |
| Coupe d'Afrique des clubs champions 1967   | Al Olympi             |
| Promotions et relégations                  |                       |
| Promus en Egyptian Premier League          | Suez El-Riyadi        |
| Promus en Egyptian Premier League          | Domiyat Club          |
| Relégués en Egyptian Second League         | Ittihad Suez          |
| Relégués en Egyptian Second League         | Al-Qanat              |